# Гризуни
Гризуни (Rodentia), або мишоподі́бні (Muriformes) — ряд ссавців з надряду гліресів (Glires); найчисленніший ряд ссавців, який налічує понад 2600 сучасних видів (поміщених у 35 родин) тварин дрібних і середніх розмірів (Дивись розділ Підряди).
Це найбільший ряд ссавців за числом видів (хоча і не біомаси), складаючи 40-42 % всіх сучасних видів класу.

## Морфологія
Гризуни характеризуються переважно дрібними розмірами (5–150 см, хоча тільки капібара зазвичай перевищує 35 см завдовжки). Форма тіла у різних гризунів відносно схожа, за винятком видів, що живуть в спеціальних умовах і відповідно пристосувалися до них (кінцівки для стрибків, кінцівки для риття, перетинки для ширяння і т. д.).
Найбільші в світі гризуни — водосвинки (капібари).

### Зуби

голова сліпака — гризуна, що риє свої підземні ходи різцями

Головною характеризуючою відмінністю зубів у гризунів є збільшені передні зуби, як у верхньому ряду, так і в нижньому. Різці гризунів постійно ростуть і сточуються. Передня поверхня різців покрита емаллю, задня ж — дентином, це робить зуби самозаточуваними. У гризунів відсутні ікла, і різці відокремлені від малих корінних зубів деякою відстанню. Корінні мають плоску жувальну поверхню, що несе горбки або петлі емалі. Різці (а у деяких видів і корінні) не мають коріння. У гризунів різних видів буває від 18 до 22 зубів. Зубна формула {\displaystyle I{1 \over 1}C{0 \over 0}P{2 \over 1}M{3 \over 3}}.

### Кишка
У зв'язку з живленням грубою рослинною їжею, кишковий тракт гризунів досить довгий. Всі види мають сліпу кишку, в якій їжа переробляється шляхом бродіння за рахунок целюлазоактивних симбіонтів. Особливо сильно сліпа кишка розвинена у видів, які живляться грубою рослинною їжею з великою часткою целюлози: травою і корою дерев.

## Спосіб життя
Більшість гризунів активна вночі, або у сутінках, але достатньо багатьох можна зустріти й протягом дня. Гризуни можуть жити як окремо, так і в групах, що досягають до 100 особин. Гризуни живуть у всіх життєвих просторах, включаючи повітря (літяги) і землю (землекопи та ін.), проте переважна більшість веде наземно-норовий спосіб життя. Їх немає в Антарктиді, у відкритих водах і на деяких дрібних островах.

## Походження та еволюція
Згідно з молекулярно-генетичним даними гризуни виникли приблизно 60 мільйонів років тому. Це узгоджується з палеонтологічними даними. Так найстаршими викопними гризунами є представники палеоценового роду Paramys, що мешкав на території сучасної Північній Америки.
Сучасні групи гризунів утворилися і досить швидко еволюціонували протягом пізнього еоцену.
Деякі доісторичні мишоподібні
Castoroides, гігантський бобер
Ceratogaulus, рогатий риючий гризун
Spelaeomys, величезний щур з острова Флорес
Ischyromys, примітивний вивіркоподібний гризун
Leithia, гігантська соня
Neochoerus pinckneyi, величезна північноамериканська капібара (100 кг)
Josephoartigasia monesi, найбільший відомий гризун, вагою (1000 кг)
Phoberomys pattersoni, другий найбільший відомий гризун, вагою 700 кг
Telicomys, південноамериканський гігантський гризун

## Підряди

Одна з можливих схем таксономії мишоподібних гризунів на рівні вищих таксонів (надродинних груп). H — гістрікогнати, S — сціурогнати; пунктир — варіанти альтернативних схем

Всього ряд вміщує 35 родин та 529 родів, які складаються з понад 2600 видів:
- Підряд Шипохвостовиді (Anomaluromorpha) — 4 роди, 9 видів
  - Родина Anomaluridae — 2 роди, 6 видів
  - Родина Pedetidae — 1 рід, 2 види
  - Родина Zenkerellidae — 1 рід, 1 вид
- Підряд Бобровиді (Castorimorpha) — 13 родів, 112 види
  - Надродина Castoroidea

  - Родина Castoridae — 1 рід, 2 види

  - Надродина Geomyoidea

  - Родина Geomyidae — 7 родів, 41 вид
  - Родина Heteromyidae — 5 родів, 69 видів
- Підряд Їжатцевиді (Hystricomoprha) — 78 родів, 303 види
  - Інфраряд Ctenodactylomorphi
    - Родина Ctenodactylidae — 4 роди, 5 видів
    - Родина Diatomyidae — 1 рід, 1 вид

  - Інфраряд Hystricognathi

  - Родина Bathyergidae — 5 родів, 25 видів
  - Родина Heterocephalidae — 1 рід, 1 вид
  - Родина Hystricidae — 3 роди, 11 видів
  - Родина Petromuridae — 1 рід, 1 вид
  - Родина Thryonomyidae — 1 рід, 2 види

  - Надродина Octodontoidea

  - Родина Abrocomidae — 2 роди, 10 видів
  - Родина Ctenomyidae — 1 рід, 67 видів
  - Родина Echimyidae — 35 родів, 102 види
  - Родина Octodontidae — 7 родів, 15 видів

  - Надродина Cavioidea

  - Родина Caviidae — 7 родів, 24 види
  - Родина Dasyproctidae — 2 роди, 15 видів
  - Родина Cuniculidae — 1 рід, 2 види

  - Надродина Chinchilloidea

  - Родина Chinchillidae — 3 роди, 6 видів
  - Родина Dinomyidae — 1 рід, 1 вид

  - Надродина Erethizontoidea

  - Родина Erethizontidae — 3 роди, 18 видів
- Підряд Мишовиді (Myomorpha або Murimorpha) — 361 роди, 1844 види
  - Надродина Dipodoidea

  - Родина Dipodidae — 14 родів, 38 видів
  - Родина Sminthidae — 1 рід, 19 видів
  - Родина Zapodidae — 3 роди, 11 видів

  - Надродина Muroidea

  - Родина Calomyscidae — 1 рід, 8 видів
  - Родина Cricetidae — 149 родів, 831 вид
  - Родина Muridae — 162 роди, 842 види
  - Родина Nesomyidae — 22 роди, 71 вид
  - Родина Platacanthomyidae — 2 роди, 6 види
  - Родина Spalacidae — 7 родів, 28 видів
- Підряд Вивірковиді (Sciuromorpha) — 73 роди, 338 видів
  - Родина Aplodontiidae — 1 рід, 1 вид
  - Родина Gliridae — 9 родів, 30 видів
  - Родина Sciuridae — 63 роди, 306 видів